# Regione metropolitana di Amburgo

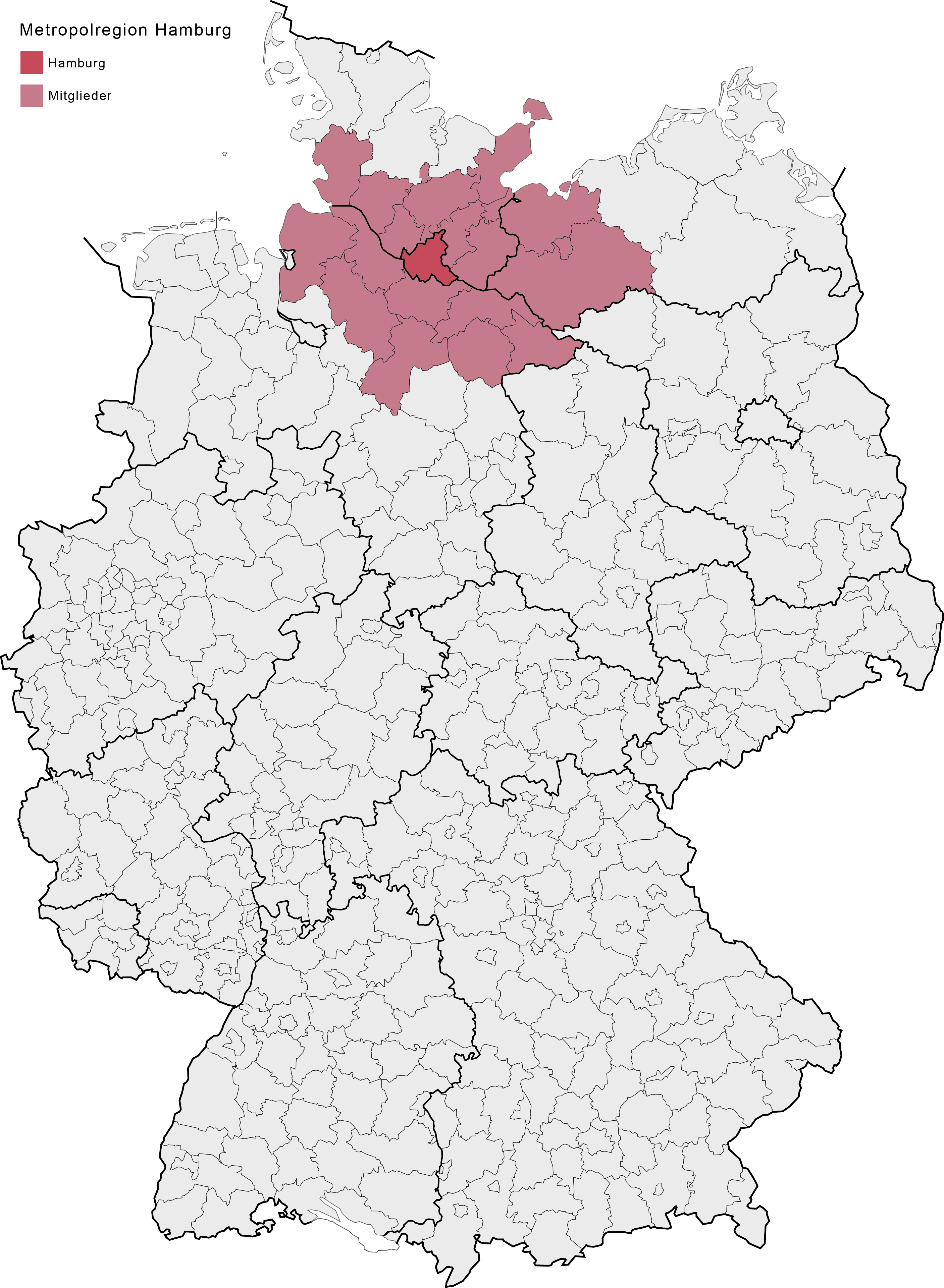
Localizzazione della regione metropolitana di Amburgo (in rosa scuro)

La regione metropolitana di Amburgo (in tedesco Metropolregion Hamburg) è il complesso di 8 circondari rurali nello stato federato della Bassa Sassonia, 6 circondari nello stato dello Schleswig-Holstein e la città-stato di Amburgo. Questa area copre circa 19.000 km² ed ospita 4,266 milioni di abitanti.

## Storia
Il 1º gennaio 2006 è stata istituita la regione metropolitana di Amburgo, come concordato in un trattato fra Amburgo, Bassa Sassonia e Schleswig-Holstein.